# Миколай Анджей Городиський
Анджей Миколай Міхал Городиський гербу Корчак (пол. Andrzej Mikołaj Michał Horodyski; бл. листопада 1773, Баворів — бл. середини XIX ст.) — польський політик, президент Рахункової палати, міністр справ закордонних у 1831 році. Представник галицької гілки роду Городиських. Його вуйко — Сцибор-Мархоцький Ігнацій.

## З життєпису
Охрещений 30 листопада 1773 року. Батько — Антоній, мечник київський (радше незаможний зем'янин), мати — Юстина Мархоцька.
Політичну діяльність розпочав у так званій «Централізації львівській», яка підлягала Паризькій депутації. Після її розгону заховався у Варшаві (1798), разом з Е. Мицельським та А. Орховським став співорганізатором, потім секретарем «Товариства республіканців польських». У 1813 році зблизився з Адамом Єжи Чорторийським.
В Одесі разом з вуйком заснували Торговий Дім «Trszycieski, Horodyski et Comp.».
Дружина — Текля з Радзимінських, мали одного або двох синів.